# Aphidius obscuripes
Aphidius obscuripes är en stekelart som beskrevs av William Harris Ashmead 1889. Aphidius obscuripes ingår i släktet Aphidius och familjen bracksteklar. Inga underarter finns listade i Catalogue of Life.